# اچ‌ام‌اس ئی۱۸
اچ‌ام‌اس ئی۱۸ (به انگلیسی: HMS E18) یک زیردریایی بود که طول آن ۵۴٫۸۶ متر (۱۸۰٫۰ فوت) بود. این زیردریایی در سال ۱۹۱۵ ساخته شد.